# Decarya
Decarya je monotipski biljni rod iz porodice didijerovki. Jedina vrsta je Madagaskarski endem D. madagascariensis, nekada uključivana u rod Alluaudia.

## Sinonimi
- Decaryia Choux
- Alluaudia geayi Choux

## Galerija slika
- D. madagascariensis, botanički vrt Bochum, Njemačka
- D. madagascariensis, botanički vrt Koko Crater, Honolulu